# Ley de fugas
La llamada «aplicación» de la ley de fugas es un tipo de ejecución extrajudicial o paralegal, que consiste en simular la evasión de un detenido (especialmente cuando es conducido de una prisión a otra) para poder así suprimir la vigilancia de la fuerza que lo custodia y encubrir el asesinato del preso, alegando el precepto legal que permite hacer fuego sobre un fugitivo que no obedece al «¡Alto!» conminatorio de los guardias. 

## Aplicaciones
Una forma de «aplicar» la ley de fugas consiste en que la guardia de custodia se retrasa en el camino por detrás del detenido hasta que haya la relativa distancia como para considerar que el preso «se estaba fugando»: se le dispara entonces por la espalda, dando así credibilidad a la fuga. Otra modalidad consiste en juzgar y sentenciar a muerte en forma expedita al reo, llevarlo al lugar de su ejecución, liberarlo de las ataduras y vendas, y darle la oportunidad de huir: si las balas del pelotón de fusilamiento no lo alcanzan durante la huida, es hombre libre, por lo que las posibilidades de salir con vida son casi nulas. Sumado a esto se le da al cuerpo abatido un tiro de gracia, generalmente en la nuca, para asegurar su muerte. 

## Valoración jurídica
La ley de fugas es un tipo de ejecución extrajudicial que infringe el derecho de habeas corpus y otros derechos humanos, por lo que es considerada un delito, en concreto un crimen contra la humanidad.

## Historia

### España
En España el método de liquidación del adversario luego conocido como ley de fugas fue implantado en Cataluña por el brigadier Antoine de Roten, gobernador de Barcelona, en la persecución contra las partidas absolutistas alzadas en nombre de la Regencia de Urgel durante el Trienio Liberal. Según la descripción que del método hizo Vicente de la Fuente:

Rotten organizó en Barcelona contra los hombres de bien, el sistema que hoy [1870] se sigue contra los bandoleros y secuestradores de Andalucía. Enviaba los presos a Tarragona o cualquier otro pueblo, y en medio del camino, la escolta que era escogida al efecto, los asesinaba a bayonetazos, alegando que había tratado de fugarse. Los presos salían en una tartana que llegó a tener funesta celebridad, siendo llamada la tartana de Rotten, aunque no era suya sino de los comuneros más feroces de Barcelona. Sabíase que el que entraba en ella viajaba para la eternidad. Así fue asesinado el anciano obispo de Vich, el día 16 de Abril de 1823.

Su aplicación habría permitido acabar con el bandolerismo andaluz en el siglo XIX. Asimismo, los gobiernos de la Restauración (1874-1931) favorecieron la guerra sucia oficial contra el movimiento sindical y permitieron que el gobernador civil de Barcelona, el general Severiano Martínez Anido, por medio de la Guardia Civil y pistoleros del Sindicato Libre, ordenase ochocientos atentados que produjeron más de quinientos muertos entre diversos anarcosindicalistas de la CNT (entre ellos, figuras tan destacadas como Salvador Seguí o Evelio Boal), según cifras del propio Martínez Anido; las cifras reales debieron ser, por tanto, probablemente superiores.
De hecho, el futuro dictador Miguel Primo de Rivera justificaba este terrorismo de Estado en una carta de 1920 al entonces presidente del gobierno español Eduardo Dato: «Comprendo que el instinto de defensa busque medios extralegales... Una redada, un traslado, un intento de fuga y unos tiros comenzarán a resolver el problema.»
Muchos intelectuales y escritores atacaron esta inhumana disposición, como por ejemplo Ramón María del Valle-Inclán en un par de escenas añadidas a la segunda edición (1924) de su esperpento Luces de Bohemia, a través del personaje del anarquista catalán Mateo, preso ejecutado de esta forma. 
Durante la guerra civil española (1936-1939), a este procedimiento se le llamó también por eufemismo «dar el paseo», ya que se le indicaba al preso que se le permitía «pasear» antes de dispararle, por lo que los presos, que empezaron a conocer esta añagaza, se negaban a pasear y desde entonces se les disparaba por la espalda, sin más. Para dar al asesinato político una apariencia legal, el procedimiento habitual era la falsificación de una denuncia de desafección al bando que fuera, que se lograba muchas veces a la fuerza, mediante torturas o chantaje a otro detenido; con ese pretexto, se encarcelaba y ejecutaba, mediante el «paseo», a la víctima. El procedimiento se menciona en algunas obras, por ejemplo, en la novela histórica Inés y la alegría, de Almudena Grandes (2010), o en la película La sombra de la ley, de Dani de la Torre (2018).
La ley de fugas se siguió empleando durante la dictadura de Francisco Franco, particularmente durante la represión de la guerrilla republicana de los maquis. Más ampliamente, se utilizaba contra aquellos que mantenían posturas ideológicas diferentes al nacionalcatolicismo y no podían ser condenados a muerte por la vía judicial.

### México
Específicamente durante la dictadura de Porfirio Díaz (1876-1911), se utilizó la ley publicada el 25 de enero de 1867 por el gobierno de Benito Juárez (ley también llamada «ley fuga») como método represivo para eliminar a una persona o a un grupo de personas que se sublevaban contra el presidente. La mayoría de las víctimas eran delincuentes de fuero común (su número se estima en más de 10000) que vivían en el campo, donde operaba el Cuerpo de Policía Rural. Durante unos disturbios en Veracruz, Porfirio Díaz envió un telegrama a Luis Mier y Terán, gobernador del Estado, para ordenarle: «Mátalos en caliente», en el sentido de que se diera a los prisioneros facilidades para escapar y usaran el intento de fuga como pretexto para dispararles. La costumbre, heredada de la época colonial, continuó en uso durante y después de la Revolución de 1910 y fue también usada en la guerra de los Cristeros (1926-1929).
En la Guerra contra el narcotráfico, se ha empleado de manera extrajudicial para asesinar a delincuentes.

### Alemania nazi
La Gestapo, policía secreta del Estado nazi, utilizó también este procedimiento en la Segunda Guerra Mundial para ejecutar a presos del ejército aliado que habían intentado fugarse de campos de concentración y habían sido capturados ulteriormente. Una ilustración histórica de este hecho aparece en la película La gran evasión, de John Sturges (1963), inspirada en hechos reales: la evasión por parte de cincuenta soldados aliados del campo de concentración alemán de Stalag Luft III.

### Argentina
Las dictaduras militares que gobernaron Argentina durante el siglo XX recurrieron a la ejecución de prisioneros por intentos de fuga reales o simulados. En 1972 tuvo lugar la Masacre de Trelew, en la que el gobierno de facto de Alejandro Agustín Lanusse ordenó el fusilamiento de 16 personas recapturadas tras un intento de fuga. Durante el Proceso de Reorganización Nacional, se fusilaba a prisioneros durante "traslados", para luego indicar que el transporte había sido atacado y que habían muerto en ese enfrentamiento.